# Михальчук Сергій Євгенович
Сергі́́й Євге́нович Михальчу́к (* 13 липня 1972, Луцьк) — український кінооператор. Заслужений діяч мистецтв України (2014).

## Життєпис
1994 року закінчив Київський театральний інститут імені Івана Карпенка-Карого.

## Фільмографія

Плакат фільму Мамай

- 2000 — Закон (телесеріал) (режисер Олександр Веледінський, Росія)
- 2002 — Коханець (режисер Валерій Тодоровський, Росія)
- 2003 — Мамай (режисер Олесь Санін, Україна)
- 2004 — Мій зведений брат Франкенштейн (режисер Валерій Тодоровський, Росія)
- 2005 — Контакт (режисер Андрій Новосьолов, Росія)
- 2006 — I.D. (режисер Ґассан Шмейт, Сирія)
- 2008 — Las Meninas (режисер Ігор Подольчак, Україна)
- 2008 — Ілюзія страху (режисер Олександр Кірієнко, Україна)
- 2012 — Матч (режисер Андрій Малюков, Росія)
- 2013 — Поводир, або квіти мають очі (режисер Олесь Санін, Україна)
- 2015 — Під електричними хмарами (режисер Олексій Герман-мол., Росія)
- 2017 — Merry-Go-Round (режисер Ігор Подольчак, Україна, Польща)
- 2018 — Дике поле (режисер Ярослав Лодигін, Україна, Нідерланди, Швейцарія)
- 2019 — В.Сильвестров (режисер Сергій Буковський, Україна)
- 2020 — Екс (режисер Сергій Лисенко, Україна)
- 2023 — Довбуш (режисер Олесь Санін, Україна)
- TBA — Анна Київська (режисер Ів Анжело, Україна, Франція)

У доробку Сергія Михальчука також роботи над документальними фільмами, телефільмами, відеокліпами та рекламними роликами.

## Нагороди
- 1999 — Кінофестиваль «Любіть кіно», Срібна медаль братів Люм'єр.
- 2002 — Міжнародний кінофестиваль у Сан-Себастьяні (San Sebastian International Film Festival), «Найкращий оператор», за фільм «Любовник»
- 2015 — Берлінський кінофестиваль: «Срібний ведмідь за видатний внесок у мистецтво» за фільм «Під електричними хмарами»
- 2019 — Золота дзиґа «Найкращий оператор-постановник», за фільм «Дике поле»

## Участь у конкурсах міжнародних кінофестивалей
2017
- Національний конкурс — Одеський Міжнародний Кінофестиваль. (Merry-Go-Round)

2009
- Competition — Trieste Film Festival, [Архівовано 28 липня 2011 у Wayback Machine.] Італія (Las Meninas)
- Competition — Mediawave Festival [Архівовано 21 липня 2011 у Wayback Machine.]. Угорщина (Las Meninas)

2008
- Tiger Awards Competition — 37th Rotterdam International Film Festival,[недоступне посилання з квітня 2019] Нідерланди (Las Meninas)
- New Filmmakers Competition — 32th Mostra Internacional De Cinema Sao Pãulo, Бразилія (Las Meninas)
- Features Competition — Split International Film Festival,[недоступне посилання з квітня 2019] Хорватія (Las Meninas)
- Competition «Cinema Without a Film» Open Film Festival «Kinoshock», Anapa, Росія (Las Meninas)
- International Competition — 8th International Film Festival Era New Horizons, Wroclaw, Польща (Las Meninas)
- Eastern Panorama Competition — 16th Artfilm International Film Festival, Slovakia (Las Meninas)
- Competition — l'Alternativa. 15th Barcelona Independent Film Festival, Іспанія (Las Meninas)
- Fipresci Competition — 7th Transilvania International Film Festival, Румунія (Las Meninas)

## Участь у програмах міжнародних кінофестивалей
2018
- Фантаспорто — Міжнародний кінофестиваль у Порто, Португалія[2](Merry-Go-Round).
- Міжнародний кінофестиваль у Скепто, Італія[3](Merry-Go-Round).

2017
- Відкриття. Міжнародний кінофестиваль у Перті. Австралія[4](Merry-Go-Round).
- Міжнародний кінофестиваль у Брісбені, Австралія[5](Merry-Go-Round).
- Міжнародний кінофестиваль у Брауншвайзі, Німеччина[6](Merry-Go-Round).

2009
- Göteborg International Film Festival[7] (Las Meninas)

2008
- Goeast — 8th Festival of Central and Eastern European Film, Вісбаден, Німеччина (Las Meninas)
- 9th Seoul International Film Festival, Південна Корея (Las Meninas)
- 30th Moscow International Film Festival, Росія (Las Meninas)
- 36th La Rochelle International Film Festival, Франція (Las Meninas)
- 43rd Karlovy Vary International Film Festival, [Архівовано 4 грудня 2012 у Archive.is] Чехія (Las Meninas)
- 17th St.George Bank Brisbane IFF, Автралія (Las Meninas)
- 14th Athens International Film Festival, [Архівовано 17 вересня 2008 у Wayback Machine.] Греція (Las Meninas)
- 28th Cambridge Film Festival, Велика Британія(Las Meninas)
- Festival De Cine De Bogotá,[недоступне посилання з вересня 2019] Колумбія (Las Meninas)
- Tallinn Black Nights IFF, [Архівовано 20 липня 2011 у Wayback Machine.] Естонія (Las Meninas)
- Santa Fe Film Festival, США (Las Meninas)